# 117
| 117                |
| ------------------ |
| Dødsfald - Fødsler |
|                    |

| Gregoriansk kalender | 117 CXVII               |
| Ab urbe condita      | 870                     |
| Armensk kalender     | I/T                     |
| Kinesiske kalender   | 2813 – 2814 丙辰 – 丁巳 |
| Etiopisk kalender    | 109 – 110               |
| Jødisk kalender      | 3877 – 3878             |
| Hindukalendere       |                         |
| - Vikram Samvat      | 172 – 173               |
| - Shaka Samvat       | 39 – 40                 |
| - Kali Yuga          | 3218 – 3219             |
| Iransk kalender      | 505 BP – 504 BP         |
| Islamisk kalender    | 521 BH – 520 BH         |

Se også 117 (tal)

## Begivenheder
- 9. august – Romerriget er ved højden af sin magt ved kejser Trajans død.
- Hadrian, efterfølger til Trajan, bestiger tronen og bliver romersk kejser, indtil 138.
- Hadrian opgiver Roms erobringspolitik for at konsolidere Romerriget. Han tilbageleverer også en stor del af Mesopotamien til partherne, som en del af en fredsaftale mellem de to lande.
- Bygningen af Pantheon i Rom påbegyndes.

## Dødsfald
- 9. august – Trajan, romersk kejser